# Xiphopoeus validicornis
Xiphopoeus validicornis är en insektsart som beskrevs av Carl Stål. Xiphopoeus validicornis ingår i släktet Xiphopoeus och familjen hornstritar. Inga underarter finns listade i Catalogue of Life.